# 澤尼察鋼鐵足球俱樂部
澤尼察鋼鐵足球俱樂部，是波斯尼亞和黑塞哥維納的一家足球俱樂部。主場位於澤尼察。原名中意为“钢铁”，來自于澤尼察發達的鋼鐵工業。

## 外部連結
- 官方网站  （波斯尼亞文）
- NK Čelik Zenica （页面存档备份，存于） (UEFA.com)
- NK Celik Zenica （页面存档备份，存于） (Transfermarkt.de)